# Gorići
Gorići is een plaats in de gemeente Otočac in de Kroatische provincie Lika-Senj. De plaats telt 25 inwoners (2001).